# 庫耶達區

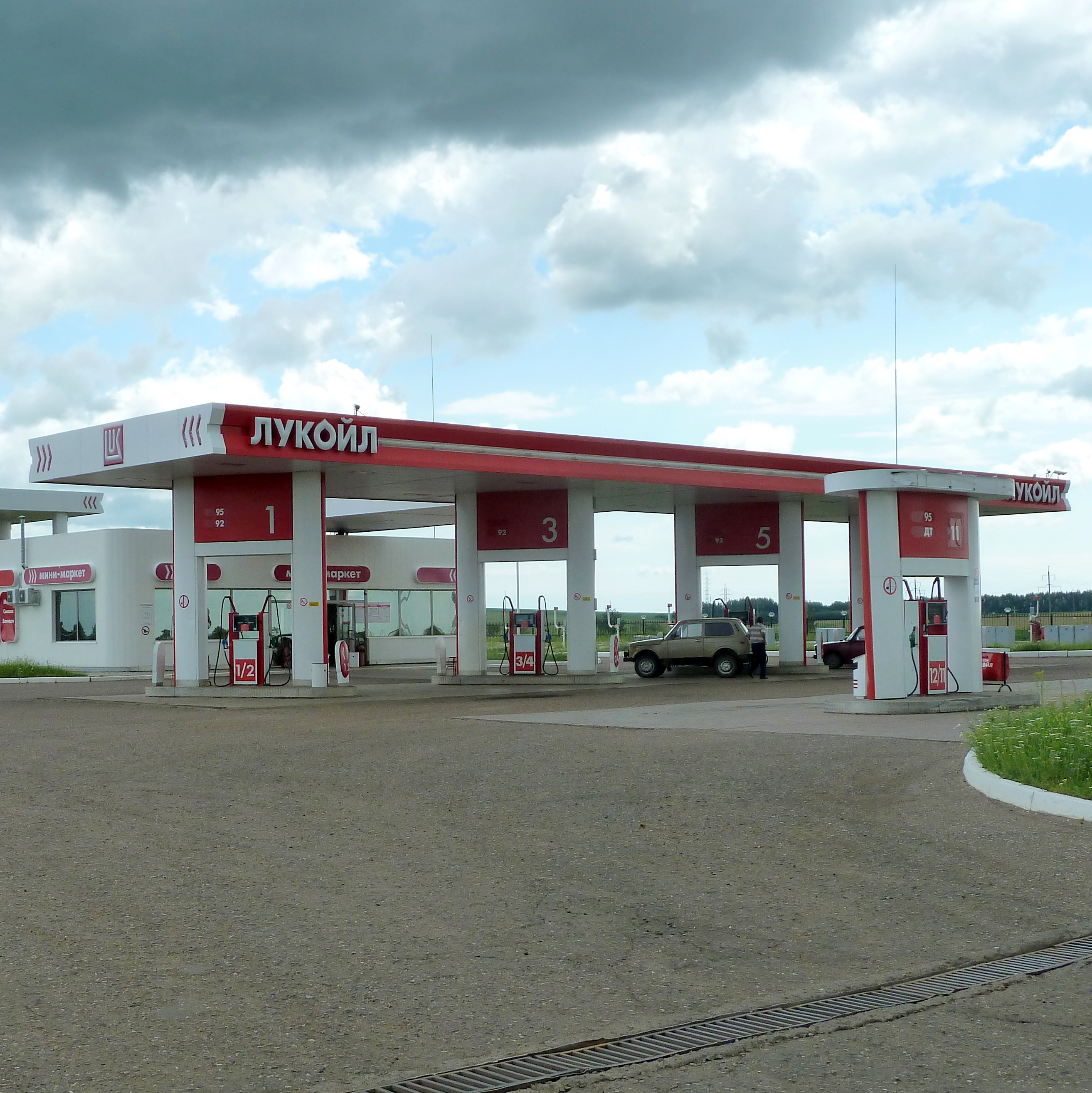

56°25′49″N 55°35′07″E / 56.43028°N 55.58528°E
庫耶達區（俄语：Куединский район），是俄羅斯的一個區，位於該國中西部，由彼爾姆邊疆區負責管轄，始建於1931年6月10日，面積2,617平方公里，2010年人口26,952，人口密度每平方公里10.3人。